# Девња
Девња (буг. Девня) град је у Републици Бугарској, у источном делу земље, седиште истоимене општине Девња у оквиру Варненске области.

## Географија
Положај: Девња се налази у источном делу Бугарске. Од престонице Софије град је удаљен 415 km источно, а од обласног средишта, Варне град је удаљен 33 km западно, па је Девња даље предграђе Варне.
Рељеф: Област Девње се налази недалеко од Црног мора, у подручју приобалног побрђа. Град је смештен у омањој долини, на 120 m надморске висине.
Клима: Клима у Девњи је континентална.
Воде: Девња се налази у подручју са више мањих водотока.

## Историја
Област Девње је првобитно било насељено Трачанима, а после њих овом облашћу владају стари Рим и Византија. Јужни Словени ово подручеје насељавају у 7. веку. Од 9. века до 1388. године област је била у саставу средњовековне Бугарске. Тада се насеље са тврђавом називало Овеч.
Крајем 14. века област Девње је пала под власт Османлија, који владају облашћу 5 векова.
Године 1878. град је постао део савремене бугарске државе. Насеље постоје убрзо средиште окупљања за села у околини, са више јавних установа и трговиштем.

## Становништво
По проценама из 2010. године Девња је имала око 9.300 становника. Већина градског становништва су етнички Бугари. Остатак су махом Роми. Последњих деценија град има пораст становништва, везан за ширење градског подручја оближње Варне.
Претежан вероисповест месног становништва је православље.